# Пітер ван Лар
Пітер ван Лар (нід. Pieter van Laer; 1592—1642) — нідерландський художник XVII століття. Робив пейзажі та картини побутового жанру, працював графіком (робив офорти).

## Життєпис
Пітер ван Лар належав до призабутих майстрів. Він не був ні портретистом аристократів, ні успішним ділком від живопису, зв'язком з яким пишалися б партнери. Тому досі ми не знаємо достеменно ні дати і року його народження, ні місяця і року його смерті. Роком народження беруть 1599, бо 14 грудня 1599 року відбулися хрестини новонародженого. Рік смерті прорахували зі звістки його сестри, що тільки 1654 року сповістила про смерть брата 12 років тому (тобто у 1642-му).

## В Харлемі
Дещо дали архівні розшуки. Він друга дитина в заможній родині Якова Класа Боддінга та Магдалени Хейнс. Дитину назвали на честь батька Магдалени, відомого голландського видавця Пітера Хейнса. В родині були також сестра, брат Руланд ван Лар, художник (що відоміший під італьянізованим ім'ям Орландо ван Лар), брат Ніколас Боддінг, священик.

## Італійський період
Вважають, що художню освіту Пітер ван Лар отримав в майстерні художника Есайї ван де Вельде . Разом з братом Руландом через Францію дісталися Італії. З 1625 року зафіксоване перебування митця в Римі.
Римський період митця тривав шістнадцять років. Як новоприбулий з протестантської країни, спілкувався з земляками — голландцями. На цей період припало заснування товариства «Перелітні птахи», де гуртувалися переважно художники з Голландії та Фландрії, мовою яких була голландська. Як виняток прийматимуть також митців з Франції (Ніколо Реньєрі) та Німеччини (Йоахим Зандрарт). Мета товариства — обмін ідеями та інформацією, важливою для виживання в католицькому Римі, товариська підтримка колег на час перебування в Римі (іноді матеріальна і юридична на випадок конфліктів), захист власних прав від папської академії Св. Луки, де гуртувались італійські митці. Товариство «Перелітні птахи» було автономною, незалежною організацією від папської академії Св. Луки.

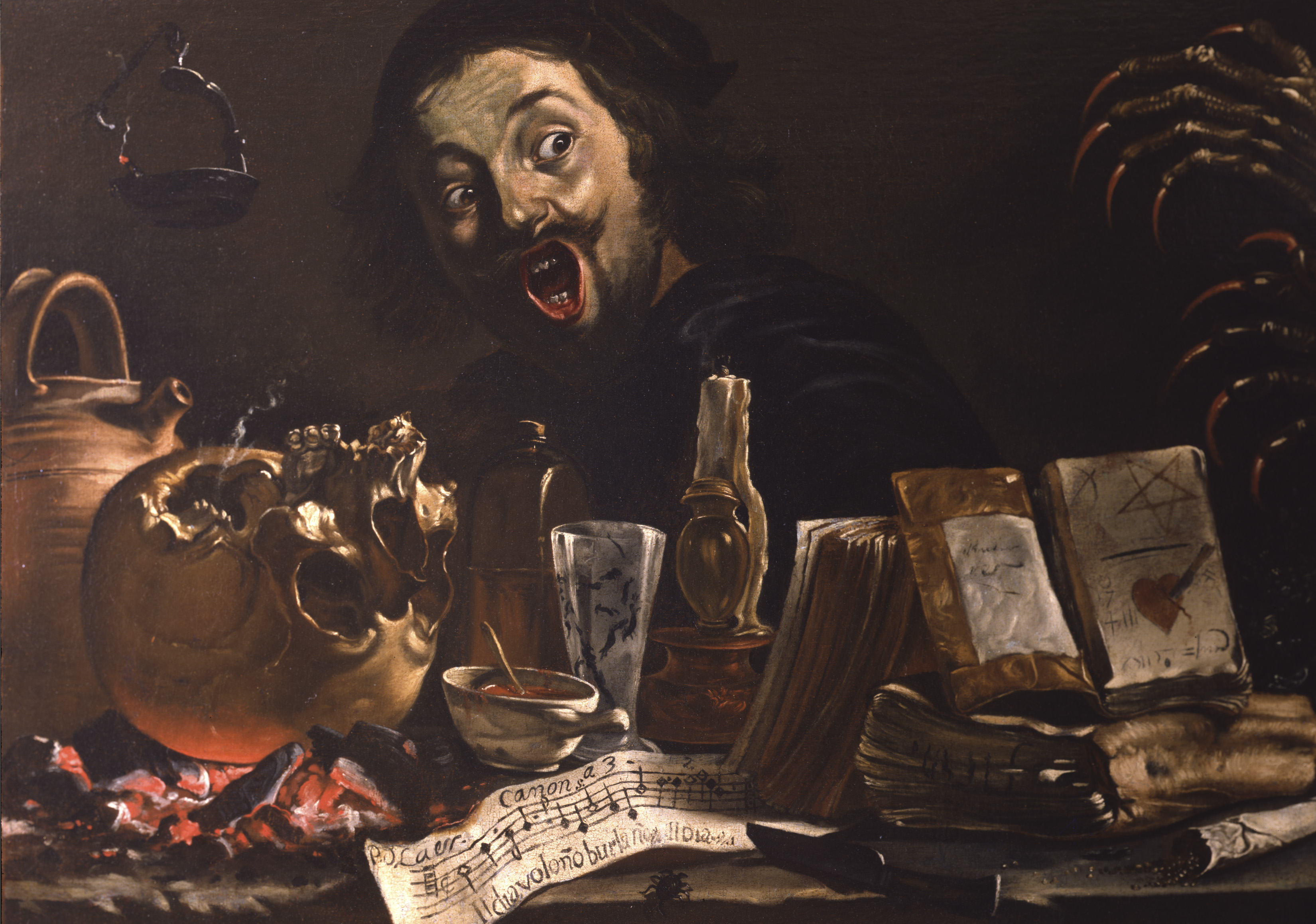
«Художник і Смерть» або «Містична сцена з автопортретом», Музей мистецтва Метрополітен, Нью-Йорк

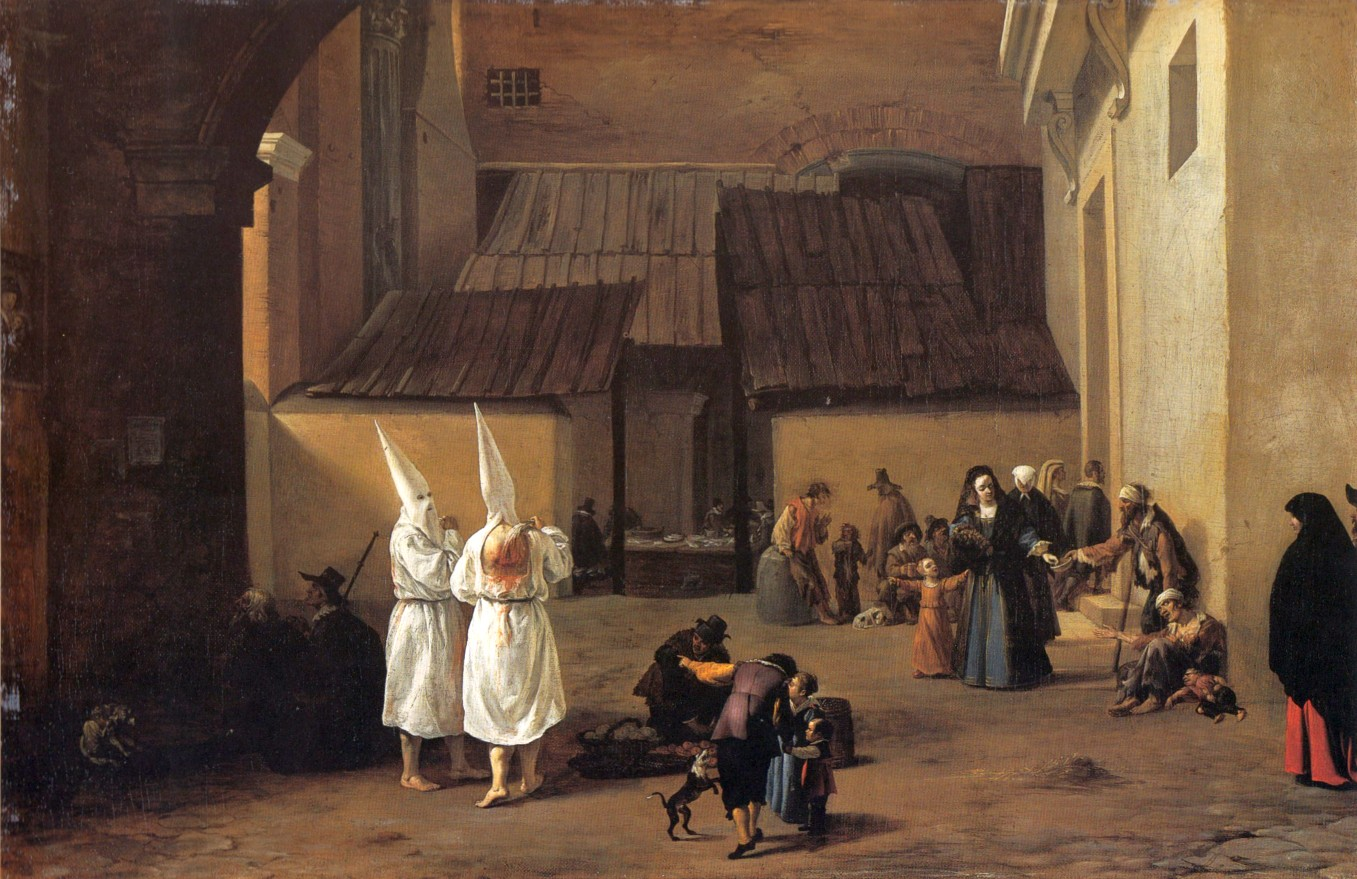
«Флагеланти»

Як і більшість італійських митців, що користувалися популярністю, Пітер ван Лар отримав прізвисько Бамбоччо (лялька з ганчірки), бо мав фізичні вади. Однак вади не стали в заваді ні в отриманні популярності, ні в обранні в римську художню гільдію Св. Луки. Таким чином, Пітер ван Лар став одним з небагатьох митців, що був членом обох товариств. Вже в Італії палкі прихильники мистецтва звинувачували Пітера ва Лара в неакадемічності його картин. Адже чужинські риси художньої манери ван Лара італійські художники-академісти відчували добре, особливо негативні відгуки були з боку болонських митців (Гвідо Рені, Франческо Альбані, Андреа Саккі). Він щоразу удавався до створення невеликих жанрових сценок, побачених на шляхах чи в передмістях Риму. Ці картини користувались попитом через незвичність, через свіжий погляд на реальність, яку впритул не помічало офіційне мистецтво і його творці — П'єтро да Кортона, Гверчіно, Бартоломео Манфреді. Персонажі картин ван Лара далекі від драм — вони дають милостиню, купують випічку, пояснюють дітям, за що б'ють себе до крові флагелланти, тихо спілкуються або відпочивають поблизу руїн, яких було багато в тодішній Італії. Колекціонерам були байдужі пихаті зауваження академіків і художник мав на що жити на чужині. Серед місцевих аристократів, що придбали твори Пітера ван Лара — Вінченцо Джустініані, всі вони могли відсахнутися від академічних смаків римської академії Св. Луки.
Серед його італійських учнів:
- Мікеланджело Черквоцці
- Вівіано Кодацці

Але він розумів, що Рим — це небачена у світі школа мистецтва. Адже тому, хто не цікавиться мистецтвом, нема чого робити в Італії. Він ретельно вивчав твори попередників і не міг пройти байдуже, мимохідь картин Караваджо — відомого авторитету художників демократичного спрямуваня. Свої спроби засвоїти знахідки Караваджо зробив і Пітер ван Лар. Так виник задум полотна «Художник і Смерть».
Пітер ван Лар уславився пейзажними картинами з зображенням побутових цен, характерних для голландського живопису — це мисливці, подорожні, релігійні фанатики, пастухи. Мимоволі він став засновником цілого напрямку — бамбочатті, художників, що наслідували його манеру та його сюжети (француз-протестант Себастьян Бурдон, Ян Міль, брати Андріс Бот та Ян Бот).

## Твори Пітера ван Лара

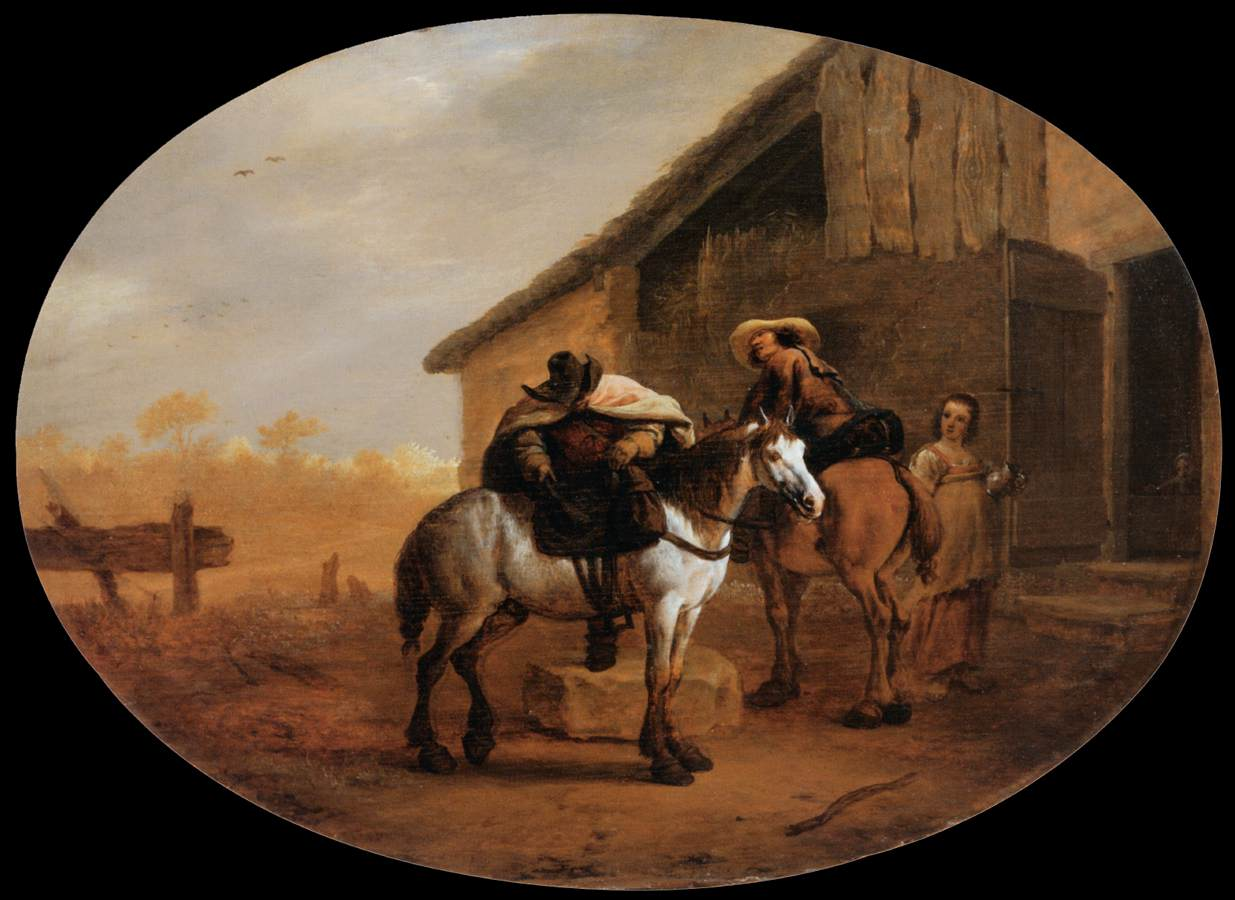
«Виїзд з постоялого двору», Лувр
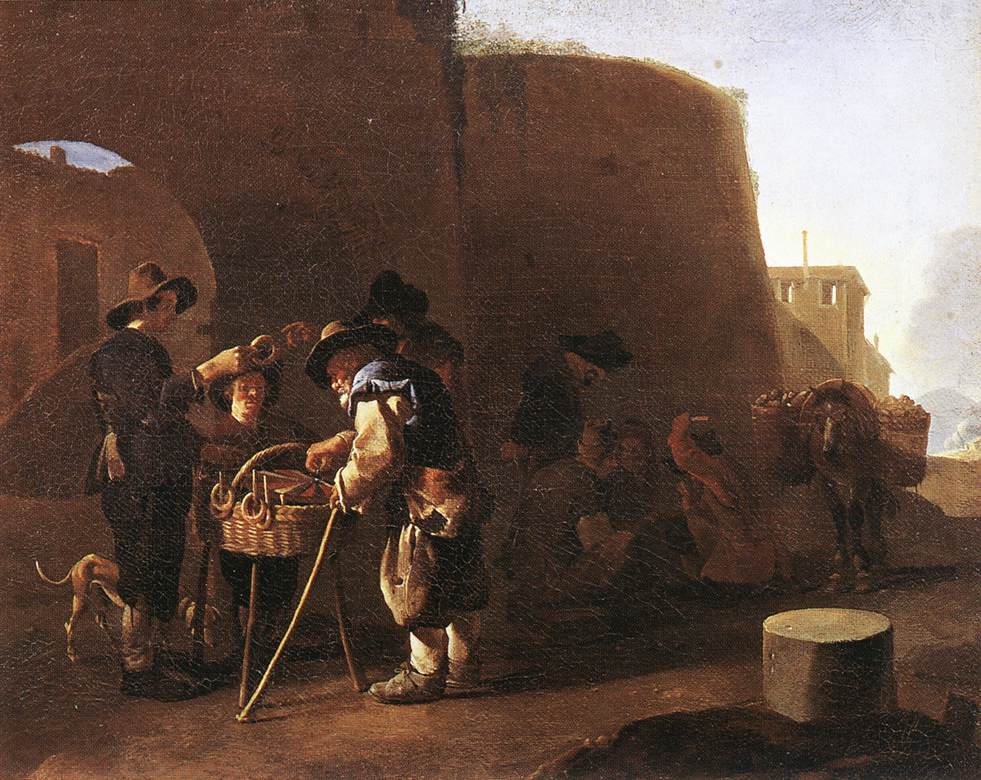
«Продаж випічки», Національна галерея (Рим)
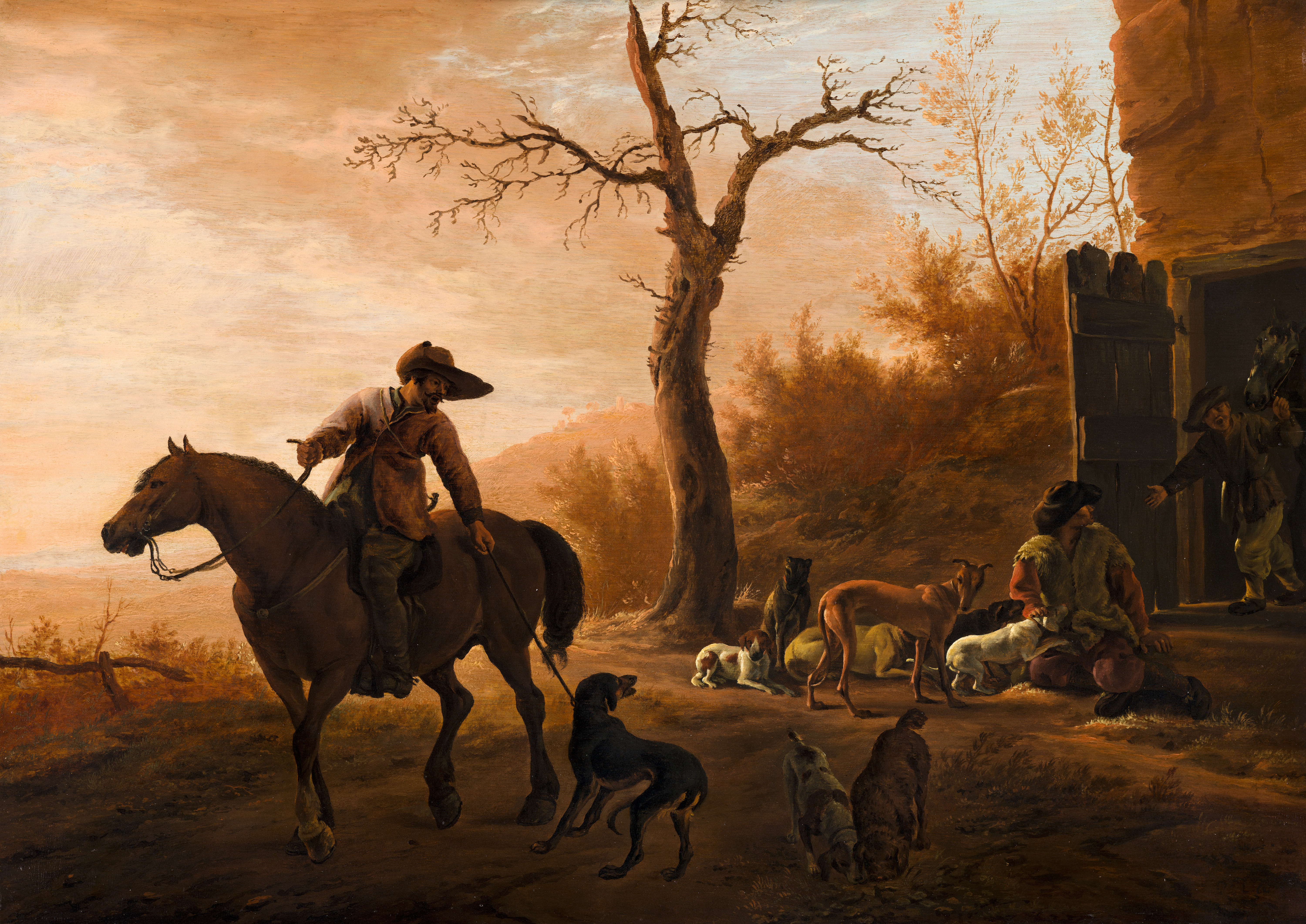
«Пейзаж з мисливцями», Мауріцгейс
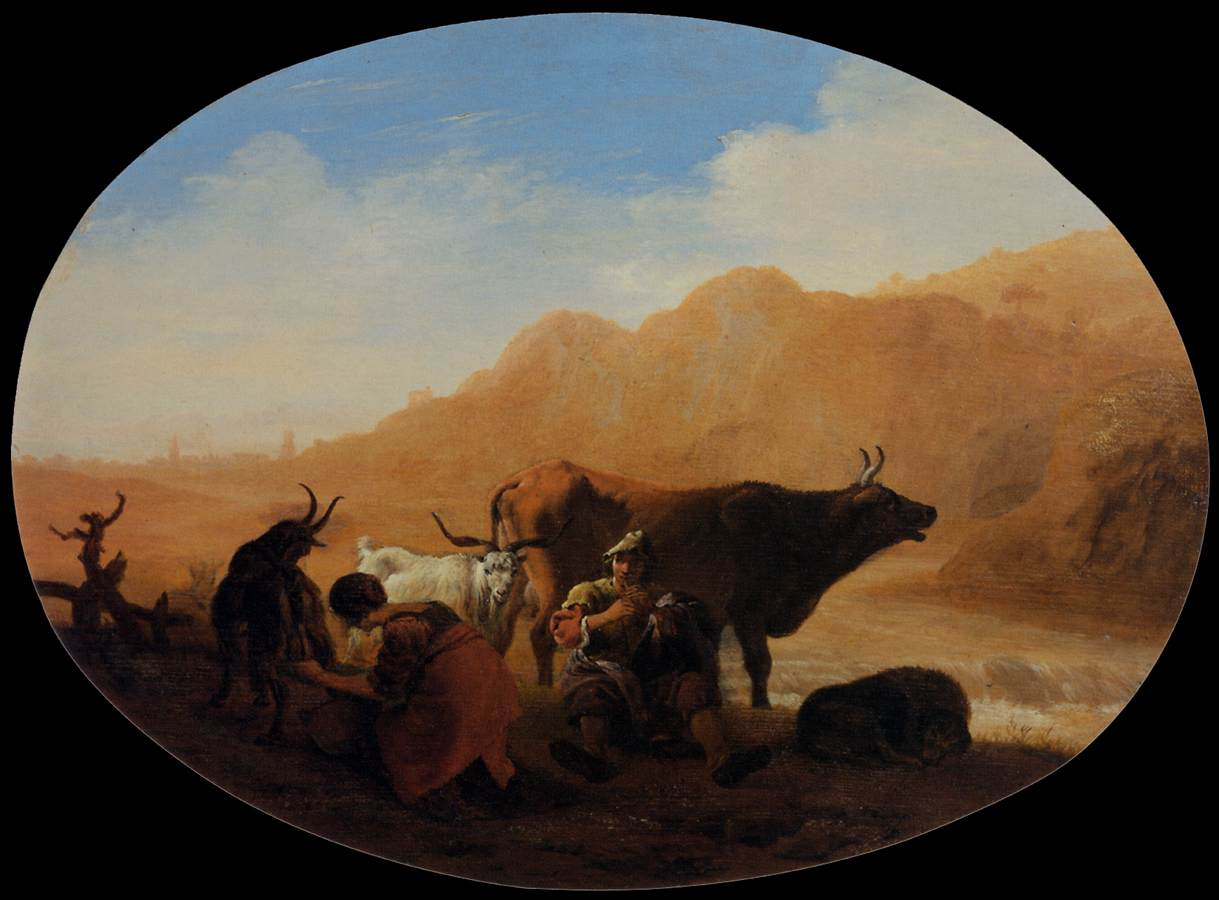
«Пастухи», Лувр

## Повернення в Голландію
1636 року Пітер ван Лар повернувся на батьківщину. Зафіксована його праця в Амстердамі і Харлемі. Можливо восени. 1642 року він і помер у Харлемі. Після цього майстра забули.

## Вибрані твори

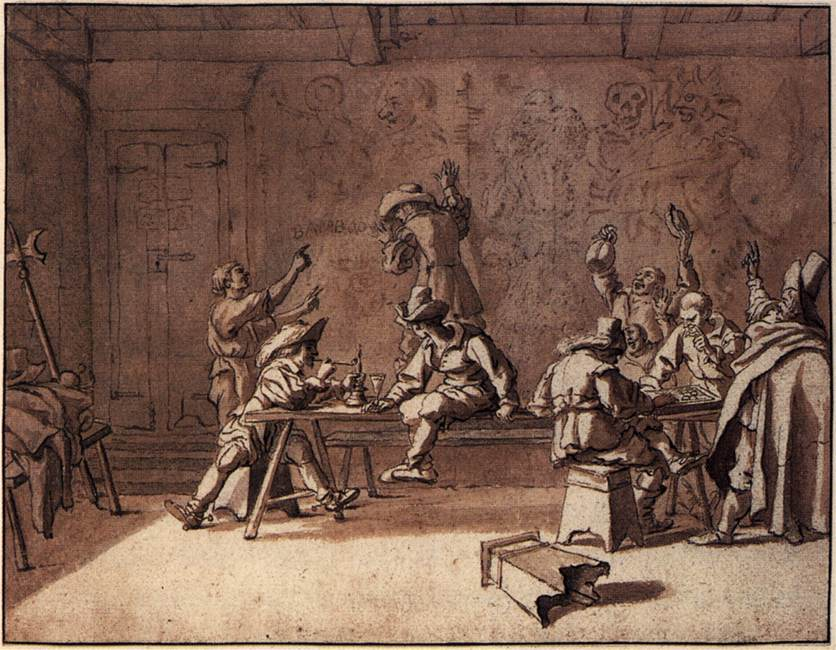
« Художники товариства „Перелітні птахи“ в італійській таверні», малюнок

- «Художник і Смерть» або «Містична сцена з автопортретом», Музей мистецтва Метрополітен, Нью-Йорк
- «Атака злочинців», Ермітаж, Санкт-Петербург
- «Флагелланти»
- «Зупинка на полюванні», Ермітаж, Санкт-Петербург
- «Художники товариства „Перелітні птахи“ в італійській таверні», малюнок, Берлін
- «Виїзд з постоялого двору», Лувр
- «Пастухи», Лувр
- «Продаж випічки», Національна галерея (Рим)
- «Пейзаж з гравцями в морру», Музей образотворчих мистецтв (Будапешт)
- «Пейзаж з мисливцем вершником», Мауріцхейс, Гаага
- колекція малюнків, Музей мистецтв університету Гарвард
- колекція малюнків, Музей мистецтв Індіанаполісу, США
- «Автопортрет», Флоренція
- «Пастух з чередою», Флоренція
- «Купання», Флоренція